# Tấm vé đến thiên đường
Tấm vé đến thiên đường (tiếng Anh: Ticket to Paradise) là một bộ phim điện ảnh Mỹ thuộc thể loại hài lãng mạn, ra mắt năm 2022. Phim do Ol Parker đạo diễn, ông cũng đồng biên kịch với Daniel Pipski. Dàn diễn viên chính trong phim gồm có George Clooney, Julia Roberts, Kaitlyn Dever, Billie Lourd, Maxime Bouttier và Lucas Bravo.
Tấm vé đến thiên đường công chiếu lần đầu tại Barcelona, Tây Ban Nha vào ngày 8/9/2022, sau đó ra rạp tại Anh ngày 20 cùng tháng. Ngày 21/10, phim được Universal Pictures ra mắt toàn cầu. Riêng Việt Nam, phim được công chiếu vào ngày 14/10, sớm hơn  1 tuần so với ngày công chiếu tại Hoa Kỳ.

## Nội dung
David và Georgia Cotton là một cựu cặp đôi đã kết hôn, là người đã ghét cậu cách nhau và muốn có lại hôn nhân của họ, nơi đã kết thúc 20 năm gần đây. Con gái của họ Lily tốt nghiệp từ trường luật, và muốn đi tại kỳ nghỉ với bạn của cô và Wren tới Bali. Trong khi hút thuốc ngoài bờ biển, chuyến lưu diễn của họ rời thuyền phía sau, và họ đã giải cứu một người Balinese trẻ có tên là Gede. Lily và Gede đá nó. 37 ngày sau, Lily gửi email tới David và Georgia cho biết rằng cô ấy và Gede đã kết hôn, và cô ấy đang nghỉ tại Bali, nhận cô ấy sự nghiệp hợp pháp trước khi nó bắt đầu. David và Georgia tìm cách nào đó để thử và ngăn Lily khi đang rượt đuổi những thứ và làm một sai lầm giống nhau từ chính họ. Phi công của họ trên chuyến bay tới Bali quay trở về Paul, bạn trai của Georgia, là người đã sắp xếp để bay chuyến bay này và quay lại để tham gia thăm Georgia tại Bali vài ngày sau, làm cô ấy bất ngờ.
David và Georgia nhận lời của họ từ Lily và Gede, nhưng kế hoạch bí mật là một "ngựa Trojan" chiến thuật để có đám cưới từ đó. Vụ việc của họ bao gồm đánh cắp chiếc nhẫn đám cưới của cặp đôi, nơi cặp đôi nhanh tay thay thế. Gede nhanh tay ngăn chặn David và Georgia, nhưng ẩn giấu ý kiến của anh từ Lily. Trong khi ra ngoài kế hoạch này, David và Georgia bắt đầu để thảo luận với một ai khác. Họ cũng biết rằng Gede và anh ấy có gia đình mở rộng lớn và đến để xem rằng anh thật sự chăm sóc cho Lily. Paul mở ra xem và sự bất ngờ đến Georgia với sê-ri của lời cầu hôn hôn nhân.
Khi Lily khám phá những chiếc nhẫn đã đánh cắp, cô ấy hiểu rằng họ nhận bàn với đám cưới hoặc đi về nhà. Cô ấy cũng ngồi bên Gede, là người có ý kiến từ David và Georgia đã đắnh cắp chiếc nhẫn đó. David và Georgia nhận ra rằng chúng ta sẽ thua Lily mãi mãi nếu chúng ta không hỗ trợ quyết định của cô ấy, và chúng tôi đưa ra để nhận lời hỗ trợ của họ. Đám cưới ấy thực hiện trong khán giả với phong tục của Balinese. Cặp đôi chuẩn bị buổi lễ thông qua khăn trải bàn pandan-leaf để hoàn thành thành hôn của hôn nhân, Gede dừng lại buổi lễ đám cưới để trả lời David và Georgia để nhận lời của họ kể từ thời gian này, đưa ra ý kiến không đi qua với lời đồng ý của nó. David đứng lên và nói rằng cặp đôi này có lời của họ, nhưng cho rằng không cần thực sự cho lắm - và nếu anh ấy và Georgia đã có nghe tất cả các tra cứu của họ (Các cha mẹ bạn thân của David và Georgia), chúng tôi không bao giờ muốn có Lily. Và tuy nhiên hôn nhân của họ quay lại, cả hai chúng tôi đều rất hạnh phúc trong một thế giới với Lily ở trong này. Lily và Gede đã chạm nhau, và họ đã hoàn thành buổi lễ và kết hôn.
Vào buổi sáng đang diễn ra đám cưới, Georgia nói rằng Paul cô ấy không cưới anh ấy, và họ kết thúc mối quan hệ của họ. David và Georgia với lại tình cảm lãng mạn ấy, hôn cách nhau trước khi đẩy xa nhau và cười về nó. David, Georgia, và Wren rơi nước mắt tạm biệt với Lily và quay trở về thuyền để rời xa nhau. David và Georgia xem như cuộc lãng mạn của họ làm lại ngay từ đầu, nói to rằng quá già để quay trở lại trẻ, và chúng ta sẽ quay lại tới Bali. Trong một ánh sáng, cả hai chúng ta quyết định để sống, nhảy khỏi thuyền để quay lại như cũ và quyết định để nhận thấy cảm nhận của họ và sống tại Bali cả ngày để sống chung với Lily và Gede.

## Diễn viên
- George Clooney vai David Cotton
- Julia Roberts vai Georgia Cotton
- Kaitlyn Dever vai Lily Cotton
- Billie Lourd vai Wren Butler
- Maxime Bouttier vai Gede
- Lucas Bravo vai Paul

## Sản xuất
Phim là sản phẩm hợp tác của các hãng Working Title Films, Smokehouse Pictures và Red Om Films, được Universal Pictures công bố lần đầu tiên vào ngày 26/2/2021. Ol Parker, Daniel Pipski viết kịch bản và Parker làm đạo diễn.
Tấm vé đến thiên đường đánh dấu sự kết hợp trở lại của George Clooney và Julia Roberts sau các phim Ocean's Eleven (2001), Confessions of a Dangerous Mind (2002), Ocean's Twelve (2004) và Money Monster (2016). Ngoài ra, nữ diễn viên Billie Lourd cũng tham gia dự án phim vào tháng 3/2021, tiếp theo đó là Kaitlyn Dever vào tháng 4 và Lucas Bravo vào tháng 10.
Quá trình quay phim chính diễn ra tại Queensland, Úc, giữa tháng 11 năm 2021 và tháng 2 năm 2022. Quá trình sản xuất có thể bị gián đoạn vào tháng 1 năm 2022 vì các trường hợp lây nhiễm COVID-19 tại Queensland.

## Phát hành
Universal Pictures đã phát hành bộ phim tại các rạp trên toàn quốc tại Úc vào ngày 15 tháng 9 năm 2022. Nó đã phát hành tại Anh vào ngày 20 tháng 9 năm 2022, và tại Hoa Kỳ vào ngày 21 tháng 10 năm 2022. Trước đó nó được phát hành chính thức tại Hoa Kỳ vào ngày 30 tháng 9 năm 2022. Cái chết của Nữ hoàng Elizabeth II trong ngày 8 tháng 9 năm 2022 đã bị đẩy lùi lịch công chiếu tại Anh từ 16 tháng 9 đến 20 tháng 9. Bộ phim này sẽ công chiếu trên Peacock 45 ngày sau ngày phát hành tại Hoa Kỳ. Ở Việt Nam, phim được công chiếu vào ngày 14 tháng 10 năm 2022, sớm hơn 1 tuần so với ngày công chiếu ở Hoa Kỳ.

## Quảng bá

### Phòng vé
Tính đến 13 tháng 11, 2022, Tấm vé đến thiên đường đã thu về 53,8 triệu USD tại Hoa Kỳ và Canada, và 98,8 triệu USD tại các quốc gia khác, tổng cộng doanh thu trên toàn thế giới là 152,6 triệu USD.
Bộ phim đã được mở bán 7 cửa hiệu trước khi phát hành chính thức tại Hoa Kỳ, thu về 800.000 triệu USD tại Tây Ban Nha và 700.000 triệu USD tại Brazil sau khi mở bán cuối tuần vào 9–11 tháng 9.